# Розмова вголос з самим собою
Розмова вголос з самим собою — психологічний стан, при якому людина розмовляє з самим собою вголос, в тому числі в присутності інших людей. Пов'язаний з психологічним процесом безперервного внутрішнього спілкування людини з самим собою. Розмова вголос з самим собою відіграє позитивну роль у розвитку особистості. Частиною людей сприймається як психічний розлад, хоча розмова з самим собою далеко не завжди є ознакою психічних порушень.

## Розмова з самим собою як ознака психічного розладу
Розмова людини вголос з самим собою може бути непрямою ознакою наявності розладів сприйняття (галюцинацій), і, відповідно, може свідчити про наявність психотичного розладу.
При наявності вербальних або складних галюцинацій, людина, яка на вигляд розмовляє вголос із самою собою, може розмовляти на ділі з галюцинаторними співрозмовниками. Розмови з невидимими співрозмовниками зустрічаються при шизофренії, шизоафективних порушеннях, алкогольному делірії та інших психічних розладах.

## Когнітивне значення розмов вголос з самим собою
Вчені Бангалорського університету Мері-Беффа Палома й Олександр Кіркгейм провели дослідження, в ході якого встановили, що промовляння завдань вголос покращує контроль за їх виконанням. На цій підставі Мері-Беффа Палома прийшла до висновку, що розмова вголос з самим собою може бути ознакою високої когнітивної діяльності. Вона вказала на те, що багато спортсменів розмовляють з собою під час тренувань і це допомагає їм зосередитися.
Професор Університету Вісконсіна Гаррі Лупян дійшов висновку, що промовляння вголос назви предмета дозволяє індивіду знайти його швидше серед інших предметів, ніж тим індивідам, які не промовляли вголос назву предмета.

## Відомі люди, які розмовляли вголос з самими собою
- Людвіг Ерхард
- Адам Сміт також мав звичку говорити з самим собою, через що одна торговка прийняла його за божевільного[3].
- Олександр Вертинський писав дружині в 1956 році, що голосно говорив з собою і зазначив: «Я часто говорю сам з собою — я майже завжди один»[4].